# Howard Stringer
Sir Howard Stringer (Cardiff, 19 de fevereiro de 1942) é um executivo galês-estadunidense. Ele atuou como presidente e CEO da Sony Corporation de junho de 2005 a junho de 2012, tornando-se um dos únicos executivos estrangeiros de uma empresa multinacional japonesa. Stringer também foi presidente da CBS Television Network nos EUA. Atualmente ele é diretor da Comissão Executiva da BBC.

## Biografia
Sir Howard atuou como presidente e CEO da Sony Corporation de junho de 2005 a junho de 2012, quando se tornou presidente do conselho de administração, se aposentando em junho de 2013. Ele ingressou na Sony em maio de 1997 e foi nomeado Presidente e CEO da Sony Corporation of America em 1998, responsável pelas empresas de entretenimento da Sony, Sony Pictures Entertainment, Sony Music Entertainment e Sony Music Publishing. Antes de ingressar na Sony, Sir Howard foi presidente da CBS de 1988 a 1995, que se tornou a primeira rede de TV a subir do último ao primeiro lugar em audiência.
De 1986 a 1988, Howard atuou como presidente da CBS News. Ele foi produtor executivo da CBS Evening News com Dan Rather, de 1981 a 1984, o noticiário noturno da emissora é líder em audiência até hoje. De 1976 a 1981, enquanto ele era produtor executivo da CBS REPORTS, a unidade documental ganhou mais de 30 Emmys, incluindo nove prêmios individuais.
Ele possui um B.A. E um M.A. em História Moderna da Universidade de Oxford.
Ele também atua no Conselho de Administração da TalkTalk e da Time Inc., é Presidente do Conselho Escolar da Said Business School, da Universidade de Oxford, Presidente do Conselho de Curadores do American Film Institute e Presidente do Conselho de Assessores do Departamento de Oftalmologia, da Columbia University Medical Center.
Howard também recebeu o título de Doutores Honorários da Universidade de Oxford, da Universidade de Glamorgan, da Universidade das Artes de Londres, do American Film Institute e da Universidade de Swansea. Ele é um membro honorário do Royal Welsh College of Music e Drama e do Merton College de Oxford.